# Oxyrhynchus papyri

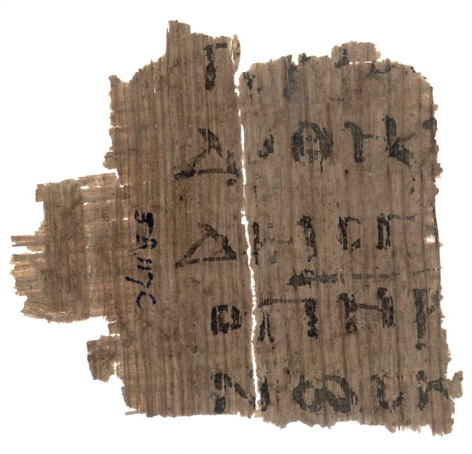
P.Oxy.XXIV 2384, del ur Matteusevangeliet från Nya Testamentet

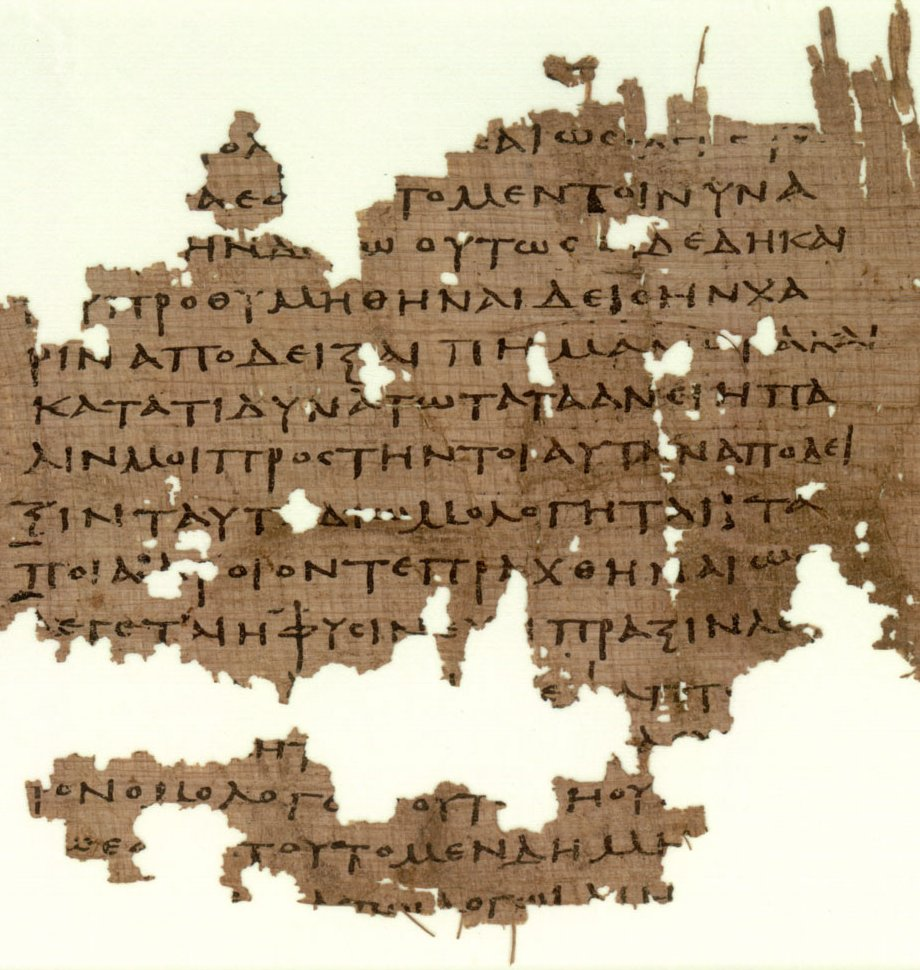
P.Oxy.LII 3679, del ur Polit'eia av Platon

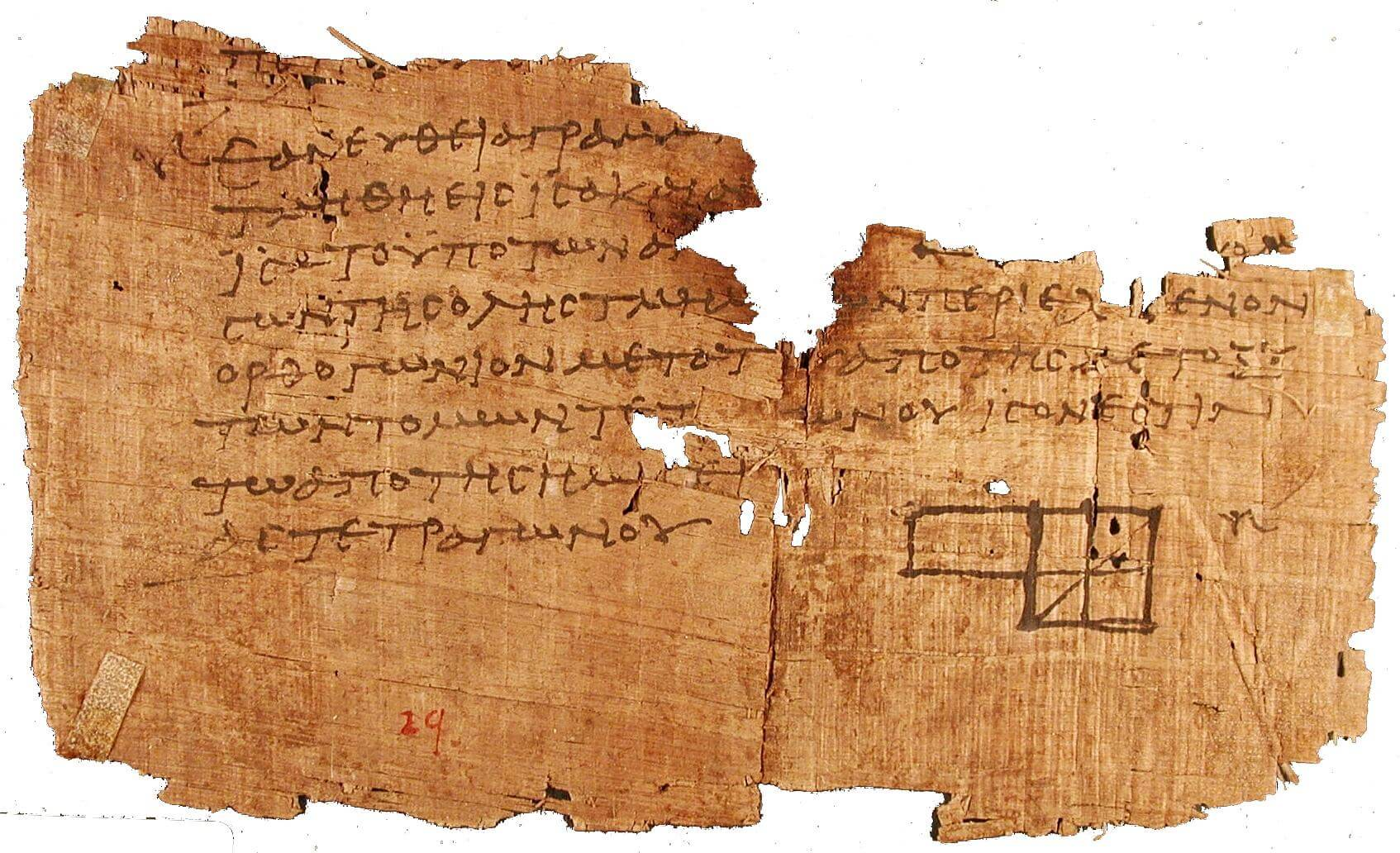
P.Oxy.I 29, del ur Elementa av Euklides

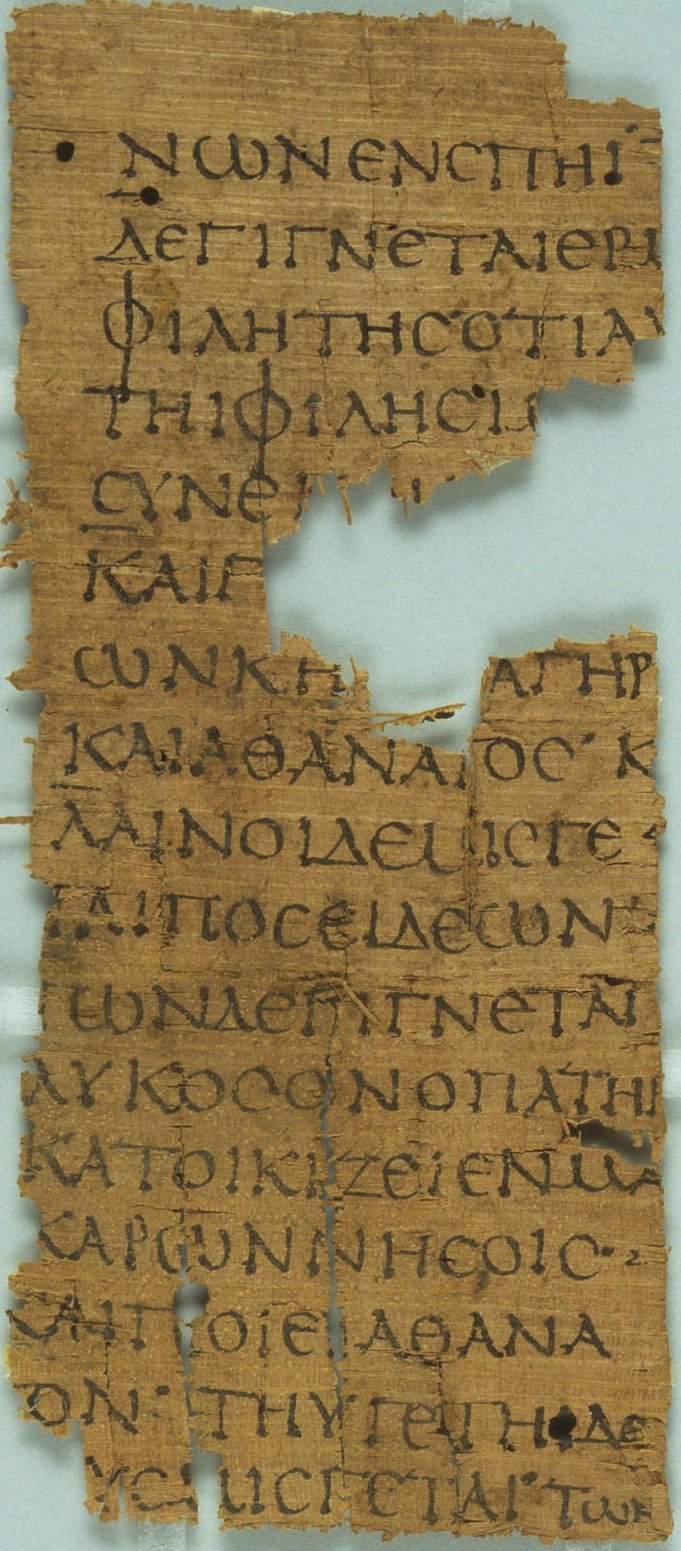
P.Oxy.VIII 1084, del ur Atlantis av Hellanikos av Lesbos

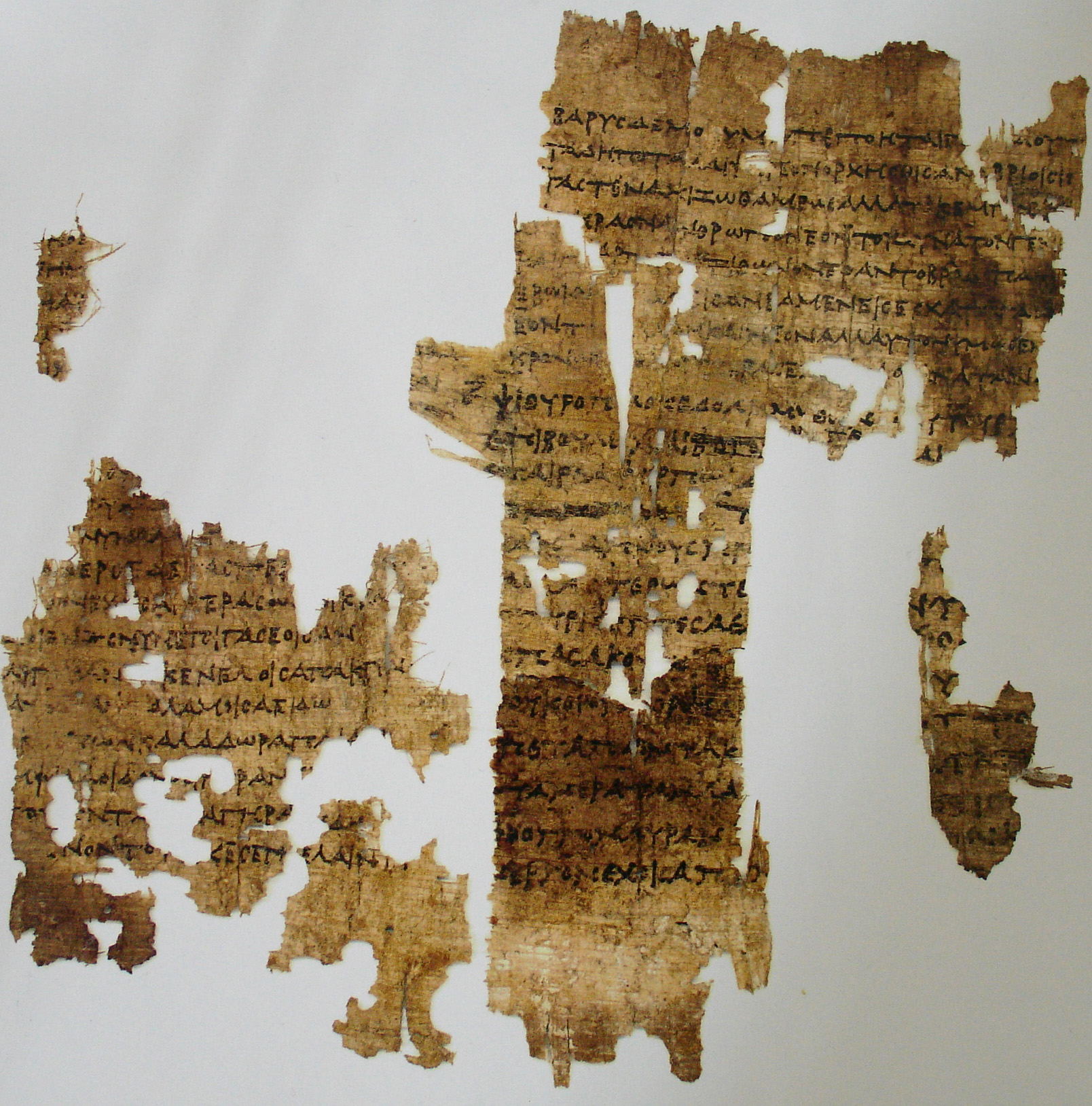
P.Oxy.X 1232, del ur en dikt av Sapfo

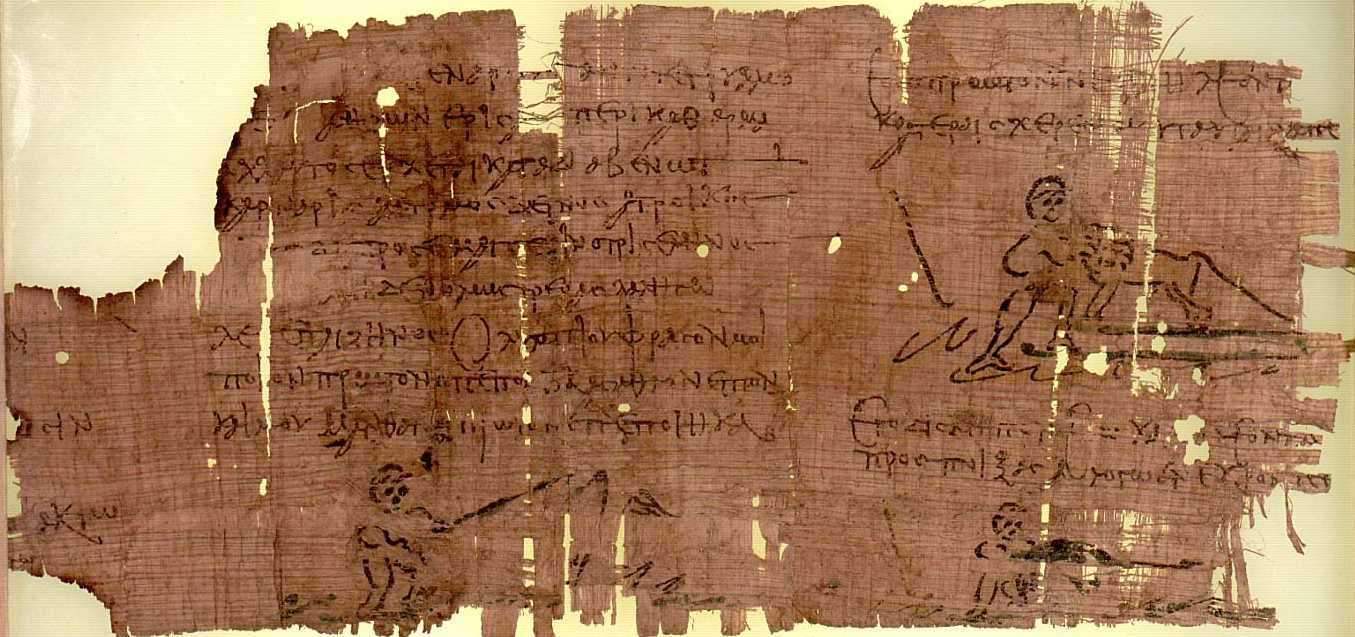
P.Oxy.XXII 2331, del ur Herakles tolv stordåd

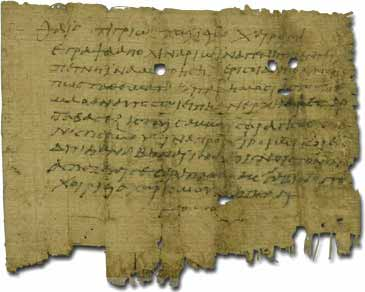
P.Oxy.VI 932, del ur ett privat brev

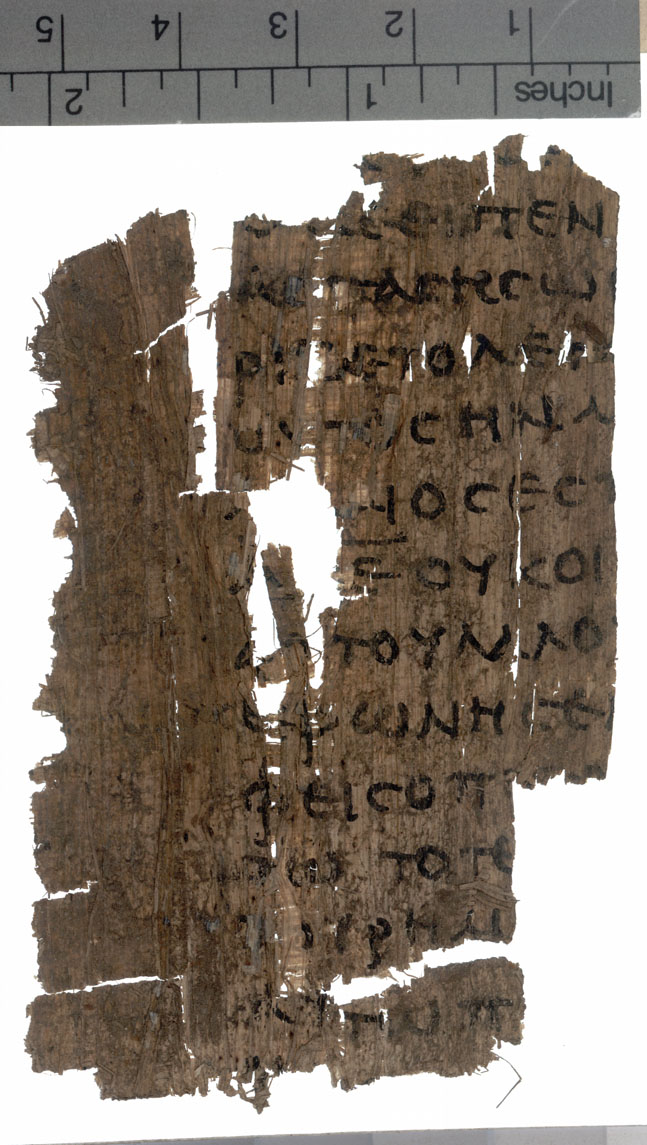
P.Oxy.XXIV 2383, del ur Lukasevangeliet från Nya Testamentet

Oxyrhynchus papyri är den engelskspråkiga kollektiva benämningen på de fynd av antika papyrusmanuskript från hellenistisk, romersk och bysantinsk tid som gjorts på en soptipp i ruinstaden Oxyrhynchus i Egypten, nära den moderna staden el-Behnesa ca 200 km söder om Kairo. Utgrävningar här påbörjades av brittiska arkeologer år 1896.
Fynden, till största del mindre fragment, kan räknas i hundratusental. Av detta material har hittills över 5000 dokument publicererats.

## Manuskripten
Textfynden härrör från tiden mellan första århundradet f.Kr. och 600-talet e.Kr.
Fram till den arabiska erövringen av Egypten år 640 är texterna till största del skrivna på klassisk grekiska, men även texter på latin och egyptiska (både hieratiska och demotiska) förekommer.
Det finns även en mängd manuskript skrivna på arabiska (från tiden efter den arabiska erövringen) daterade från 800-talet till 1400-talet; dessa har dock inte blivit utgivna ännu.
De antika texterna utgör ett varierat material. Privatbrev och privata och officiella dokument belyser i detalj många olika aspekter av vardagslivet och förvaltningen. Bland fynden finns också fragment av litteratur, inklusive tidigare okänd litteratur, och religiösa texter. Utgivningen av detta material, som började år 1898 med The Oxyrhynchus Papyri I, fortgår ännu; den senaste volymen (LXXXVI) kom ut 2021. Varje enskild text är katalogiserad med det romerska numret på den volym som den publicerats i tillsammans med ett ordningsnummer: till exempel P. Oxy. LII 3679.

### Vardagsliv
Bland vardagsskrifter återfinns bland andra:
- privatbrev, till exempel P.Oxy.XLIII 3094
- inbjudningar, till exempel P.Oxy.LXII 4339
- cirkusprogram, till exempel P.Oxy.XXXIV 2707
- dagböcker, till exempel P.Oxy.LIV 3741
- planritningar, till exempel P.Oxy.XXIV 2406
- horoskop, till exempel P.Oxy.LXV 4477
- intyg, till exempel P.Oxy.LVIII 3929
- fartygsklarering P.Oxy.I 87
- kontrakt, till exempel P.Oxy.LII 3690
- trollformler, till exempel P.Oxy.LXV 4468
- arresteringsorder, till exempel P.Oxy.XLII 3035
- rättegångsprotokoll, till exempel P.Oxy.LIV 3759
- skatteberäkning, till exempel P.Oxy.XVII 2129
- boskapsinventering, till exempel P.Oxy.XVII 2118

### Religion
Bland religiösa skrifter återfinns bland andra texter:
- från Gamla Testamentet
  - delar från Första Moseboken (P.Oxy.IV 656 m.fl.)
  - delar från Amosboken (P.Oxy.VI 846 m.fl.)
  - delar från Andra Moseboken (P.Oxy.VIII 1074 m.fl.)
  - delar från Josuaboken (P.Oxy.IX 1168 m.fl.)
  - delar från Tredje Moseboken (P.Oxy.X 1225 m.fl.)
  - delar från Psaltaren (P.Oxy.XVI 1928 m.fl.)
  - delar från Predikaren (P.Oxy.XVII 2066 m.fl.)
  - delar från Jobs bok (P.Oxy.L 3522 m.fl.)
  - delar från Esters bok (P.Oxy.LXV 4443 m.fl.)

- från Deuterokanoniska skrifterna
  - delar från Tobitboken (P.Oxy.VIII 1076 m.fl.)
  - delar från Ecclesiasticus (P.Oxy.XIII 1595 m.fl.)
  - delar från Vishetens bok (P.Oxy.XVII 2074 m.fl.)

- från Nya Testamentet
  - delar från Markusevangeliet (P.Oxy.I 3 m.fl.)
  - delar från Johannesevangeliet (P.Oxy.II 208 m.fl.)
  - delar från Romarbrevet (P.Oxy.II 209 m.fl.)
  - delar från Hebreerbrevet (P.Oxy.IV 657 m.fl.)
  - delar från Uppenbarelseboken (P.Oxy.VI 848 m.fl.)
  - delar från Första Korinthierbrevet (P.Oxy.VII 1008 m.fl.)
  - delar från Filipperbrevet (P.Oxy.VII 1009 m.fl.)
  - delar från Jakobsbrevet (P.Oxy.X 1229 m.fl.)
  - delar från Första Petrusbrevet (P.Oxy.XI 1353 m.fl.)
  - delar från Apostlagärningarna (P.Oxy.XIII 1597 m.fl.)
  - delar från Första Thessalonikerbrevet (P.Oxy.XIII 1598 m.fl.)
  - delar från Galaterbrevet (P.Oxy.XVIII 2157 m.fl.)
  - delar från Lukasevangeliet (P.Oxy.XXIV 2383 m.fl.)
  - delar från Judasbrevet (P.Oxy.XXXIV 2684 m.fl.)
  - delar från Matteusevangeliet (P.Oxy.LXIV 4401–6 m.fl.)

- från De apostoliska fäderna
  - delar från Hermas Herden (P.Oxy.III 404 m.fl.)
  - delar från Didache (P.Oxy.XV 1782 m.fl.)

- Credon (P.Oxy.XVII 2067)

- Några papyrusfynd innehåller delar av dittills okända apokryfiska evangelier och pseudepigrafier
  - delar från Tomasevangeliet (P.Oxy.IV 654 m.fl.)
  - delar från Henoks bok (P.Oxy.XVII 2069 m.fl.)
  - delar från Petrusevangeliet (P.Oxy.XLI 2949 m.fl.)
  - delar från Jakobsevangeliet (P.Oxy.L 3524 m.fl.)
  - delar från Maria Magdalenaevangeliet (P.Oxy.L 3525 m.fl.)

## Historia
Oxyrhynchus, cirka 300 km söder om Alexandria och cirka 160 km sydväst om Kairo, var provinshuvudstad och en betydande och välbärgad stad under hela den hellenistiska och romerska tiden.
Vintern 1896 till 1897 startade de brittiska arkeologerna Bernard Pyne Grenfell och Arthur Surridge Hunt utgrävningar på stadens soptipp, där man till en början upptäckte över 100 000 papyrusark. Grenfells beskrev sitt första intryck med "Sophögar, bara sophögar".
Dessa papyri var till största delen skrivna på klassisk grekiska och daterades till den romerska och bysantinska perioden. Expeditionen finansierades av brittiska Egypt Exploration Fund. Arbetsstyrkan bestod av 30 förmän och över 100 arbetare. Fynden packades i korgar och kakburkar och fördes till Oxford.
Grenfell och Hunt ägnade resten av sin verksamma tid åt detta arbete. Under vintrarna ägnade de sig åt utgrävningarna i Egypten och under somrarna analyserades fynden hemma i England.
År 1898 skrev Grenfell och Hunt den första delen i bokserien "The Oxyrhynchus Papyri" med en analys av 207 ark och gav tillsammans ut 16 volymer i serien. Bokserien gavs ut av Egypt Exploration Fund fram till 1968 då utgivningen övertogs av British academy. I dag har 73 band utgivits där totalt 4 700 manuskript har analyserats.
De manuskript som ännu inte har analyserats förvaras i dag på Sackler Library vid Oxfords universitet.
Delar av den analyserade samlingen förvaras i dag på olika universitet och museer världen över, däribland på Egyptiska museet i Kairo, British Museum i London och på Ashmolean Museum i Oxford, Bodleianska biblioteket, biblioteket vid University of Pennsylvania och på British Library.
År 1998 startade ett projekt att digitalisera papyrusarken tillsammans med andra papyrus i en offentlig databank, i samarbete med APIS (Advanced Papyrological Information System) vid Columbia University.
År 2005 började man även att analysera arken med hjälp av modern digital teknik (så kallad Multispektral bild, baserad på infraröd strålning). Tekniken utvecklades vid Brigham Young University och med dess hjälp har man kunnat rekonstruera ytterligare ark för analys och då bland annat upptäckt en okänd tragedi skriven av Sofokles, en berättelse skriven av Lukianos och en dikt skriven av Archilochos.